# Герб города Белый и Бельского района
Герб города Белый и Бельского района Тверской области Российской Федерации.
Герб утверждён Решением № 208 собрания депутатов Бельского района 23 июня 2002 года.
Герб города Белый и Бельского района внесён в Государственный геральдический регистр Российской Федерации под регистрационным номером 1057.

## Описание и обоснование символики
Геральдическое описание (блазон) гласит:
В серебряном поле на высоком зелёном холме, обременённом двумя серебряными, завязанными червлёными(красными) шнурами, мешками муки, — чёрная на лазоревом лафете пушка, на запале которой сидит лазоревая райская птица
В основу городского и районного герба положен исторический герб города Белый, Высочайше утверждённый 10 (21) октября 1780 года вместе с другими гербами городов Смоленского наместничества: в верхней части щита герб Смоленский, в нижней части щита
Два белые мешка с крупитчатою мукою, перевязаны золотыми шнурами, в зелёном поле, дающие собою знать, что при сей знатной пристани оным продуктом производится великий торг

## История
Первый герб города Белая был дарован 2 мая 1625 года польским королём Сигизмунд III, в то время когда город был захвачен поляками и в соответствии с мирным договором 1618 года оставался в составе Польши. Герб имел следующее описание:
в серебряном поле Дева Мария с младенцем Иисусом

### Высочайше утвержденный герб
Первый русский исторический герб города Белого был Высочайше утверждён 10 октября 1780 года императрицей Екатериной II вместе с другими гербами городов Смоленского наместничества. (ПСЗРИ, 1780, Закон № 15072)..
Подлинное описание герба города Белого гласило:
Два белѣе мѣшка съ крупитчатой мукою, перевязаны золотыми шнурами, въ зеленомъ полѣ, дающіе собою знать, что при сей знатной пристани онымъ продуктамъ производится великій торгъ».
В верхней части щита герб Смоленска: «В серебряном поле на зелёной земле пушка с сидящей на ней райской птицей»
Герб Белого, был составлен в департаменте Герольдии при Сенате под руководством герольдмейстера, действительного статского советника А. А. Волкова.

### Герб Кёне
В 1863 году, в период геральдической реформы Кёне, был разработан проект нового герба уездного города Белого (официально не утверждён):
В зелёном поле серебряный вилообразный крест, в углах которого 3 золотых колоса, в вольной части герб Смоленской губернии. Щит увенчан серебряной стенчатой короной и окружён золотыми колосьями, соединёнными Александровской лентой
В советский период герб Белого (1780 года) не использовался.